# AFC Champions League 2007
De AFC Champions League 2007 was de vijfde editie van dit voetbaltoernooi voor clubteams dat jaarlijks door de Asian Football Confederation (AFC) wordt georganiseerd.
Titelhouder was Jeonbuk Hyundai Motors uit Zuid-Korea. De Japanse club Urawa Red Diamonds nam de titel over door in de finale over twee wedstrijden de Iraanse club Sepahan FC te verslaan (1-1, 2-0). Met de eindoverwinning kwalificeerde Urawa zich tevens voor het wereldkampioenschap voetbal voor clubs 2007.

## Deelname
Deelname was beperkt tot clubs uit de eerste vijftien landen op de AFC-ranglijst. Uit Australië (in 2006 lid geworden van de AFC) namen voor het eerst clubs deel, Thailand en Vietnam moesten hiervoor elk een plaats afstaan. Hun tweede club werd door verwezen naar de AFC Cup 2007.
Centraal- en West-Azië
 Irak,  Iran,  Koeweit,  Oezbekistan,  Qatar,  Saoedi-Arabië,  Syrië,  Verenigde Arabische Emiraten
Oost-Azië
 Australië,  China,  Indonesië,  Japan,  Thailand,  Vietnam,  Zuid-Korea

## Wedstrijden

### Groepsfase
Titelhouder Jeonbuk Hyundai Motors was tot de kwartfinale vrij gesteld van spelen. In de deze fase moesten 28 clubs (2 uit elk land, behalve Thailand en Vietnam) in zeven groepen van vier strijden voor de overige zeven plaatsen in de kwartfinale. Esteghlal FC uit Iran en werd na de loting van deelname uitgesloten vanwege te late inlevering van de spelerslijst.
Speeldata
1e wedstrijd: 7 maart
2e wedstrijd: 21 maart
3e wedstrijd: 11 april
4e wedstrijd: 25 april
5e wedstrijd: 9 mei
6e wedstrijd: 23 mei

#### Groep A
| # | Club             | AW | W | G | V | PTN | V-T   |
| - | ---------------- | -- | - | - | - | --- | ----- |
| 1 | Al-Wahda FC      | 6  | 4 | 1 | 1 | 13  | 13-6  |
| 2 | Al Zawraa        | 6  | 3 | 2 | 1 | 11  | 9-6   |
| 3 | Al-Arabi Koeweit | 6  | 2 | 1 | 3 | 7   | 10-12 |
| 4 | Al-Rayyan        | 6  | 0 | 2 | 4 | 2   | 3-11  |

| Club             | ARA | RAY | WAH | ZWA |
| ---------------- | --- | --- | --- | --- |
| Al-Arabi Koeweit |     | 1-1 | 3-2 | 0-1 |
| Al-Rayyan        | 1-3 |     | 0-1 | 1-3 |
| Al-Wahda FC      | 4-1 | 3-0 |     | 1-1 |
| Al-Arabi Koeweit | 3-2 | 0-0 | 1-2 |     |

#### Groep B
| # | Club               | AW                | W                 | G                 | V                 | PTN               | V-T               |
| - | ------------------ | ----------------- | ----------------- | ----------------- | ----------------- | ----------------- | ----------------- |
| 1 | Al-Hilal Riyad     | 4                 | 2                 | 2                 | 0                 | 8                 | 5-1               |
| 2 | Pakhtakor Tasjkent | 4                 | 2                 | 0                 | 2                 | 6                 | 3-5               |
| 3 | Al-Kuwait Kaifan   | 4                 | 0                 | 2                 | 2                 | 2                 | 2-4               |
|   | Esteghlal FC       | gediskwalificeerd | gediskwalificeerd | gediskwalificeerd | gediskwalificeerd | gediskwalificeerd | gediskwalificeerd |

| Club               | HIL | KUW | PAK | EST |
| ------------------ | --- | --- | --- | --- |
| Al-Hilal Riyad     |     | 1-1 | 2-0 |     |
| Al-Kuwait Kaifan   | 0-0 |     | 3-1 |     |
| Pakhtakor Tasjkent | 0-2 | 2-1 |     |     |
| Esteghlal FC       |     |     |     |     |

#### Groep C
| # | Club               | AW | W | G | V | PTN | V-T  |
| - | ------------------ | -- | - | - | - | --- | ---- |
| 1 | Al-Karamah         | 6  | 3 | 2 | 1 | 11  | 11-7 |
| 2 | FK Neftchi Fergona | 6  | 3 | 1 | 2 | 10  | 6-7  |
| 3 | Najaf FC           | 6  | 2 | 2 | 2 | 8   | 9-8  |
| 4 | Al-Sadd Doha       | 6  | 1 | 1 | 4 | 4   | 6-10 |

| Club               | KAR | NAJ | NEF | SAD |
| ------------------ | --- | --- | --- | --- |
| Al-Karamah         |     | 1-1 | 2-0 | 2-1 |
| Najaf FC           | 2-4 |     | 0-1 | 1-0 |
| FK Neftchi Fergona | 2-1 | 1-1 |     | 2-1 |
| Al-Sadd Doha       | 1-1 | 1-4 | 2-0 |     |

#### Groep D
| # | Club              | AW | W | G | V | PTN | V-T  |
| - | ----------------- | -- | - | - | - | --- | ---- |
| 1 | Sepahan FC        | 6  | 4 | 1 | 1 | 13  | 12-5 |
| 2 | Al-Shabab Riyad   | 6  | 3 | 1 | 2 | 10  | 9-3  |
| 3 | Al Ain FC         | 6  | 1 | 3 | 2 | 6   | 5-8  |
| 4 | Al-Ittihad Aleppo | 6  | 0 | 3 | 3 | 3   | 3-13 |

| Club              | AIN | ITT | SEP | SHA |
| ----------------- | --- | --- | --- | --- |
| Al Ain FC         |     | 1-1 | 3-2 | 0-2 |
| Al-Ittihad Aleppo | 0-0 |     | 0-5 | 1-1 |
| Sepahan FC        | 1-1 | 2-1 |     | 1-0 |
| Al-Shabab Riyad   | 2-0 | 4-0 | 0-1 |     |

#### Groep E
| # | Club               | AW | W | G | V | PTN | V-T  |
| - | ------------------ | -- | - | - | - | --- | ---- |
| 1 | Urawa Red Diamonds | 6  | 2 | 4 | 0 | 10  | 9-5  |
| 2 | Sydney FC          | 6  | 2 | 3 | 1 | 9   | 8-5  |
| 3 | Persik Kediri      | 6  | 2 | 1 | 3 | 7   | 6-16 |
| 4 | Shanghai Shenhua   | 6  | 1 | 2 | 3 | 5   | 7-4  |

| Club               | PER | SHA | SYD | URA |
| ------------------ | --- | --- | --- | --- |
| Persik Kediri      |     | 1-0 | 2-1 | 3-3 |
| Shanghai Shenhua   | 6-0 |     | 1-2 | 0-0 |
| Sydney FC          | 3-0 | 0-0 |     | 2-2 |
| Urawa red Diamonds | 3-0 | 1-0 | 0-0 |     |

#### Groep F
| # | Club                  | AW | W | G | V | PTN | V-T  |
| - | --------------------- | -- | - | - | - | --- | ---- |
| 1 | Kawasaki Frontale     | 6  | 5 | 1 | 0 | 16  | 15-4 |
| 2 | Chunnam Dragons       | 6  | 3 | 1 | 2 | 10  | 7-8  |
| 3 | Arema Malang          | 6  | 1 | 1 | 4 | 4   | 2-9  |
| 4 | Bangkok University FC | 6  | 0 | 3 | 3 | 3   | 4-7  |

| Club               | ARE | BAN | CHU | KAW |
| ------------------ | --- | --- | --- | --- |
| Arema Malang       |     | 1-0 | 0-1 | 1-3 |
| Bangkok University | 0-0 |     | 0-0 | 1-2 |
| Chunnam Dragons    | 2-0 | 3-2 |     | 1-3 |
| Kawasaki Frontale  | 3-0 | 1-1 | 3-0 |     |

#### Groep G
| # | Club                  | AW | W | G | V | PTN  | V-T  |
| - | --------------------- | -- | - | - | - | ---- | ---- |
| 1 | Seongnam Ilhwa Chunma | 6  | 4 | 1 | 1 | 13 * | 13-6 |
| 2 | Shandong Luneng       | 6  | 4 | 1 | 1 | 13 * | 12-8 |
| 3 | Adelaide United       | 6  | 2 | 2 | 2 | 8    | 9-6  |
| 4 | Dong Tam Long An FC   | 6  | 0 | 0 | 6 | 0    | 4-18 |

| Club                  | ADE | DON | SEO | SHA |
| --------------------- | --- | --- | --- | --- |
| Adelaide United       |     | 3-0 | 2-2 | 0-1 |
| Dong Tam Long An FC   | 0-2 |     | 1-2 | 2-3 |
| Seongnam Ilhwa Chunma | 1-0 | 4-1 |     | 3-0 |
| Shandong Luneng       | 2-2 | 4-0 | 2-1 |     |

* Rangschikking op basis van onderling resultaat.

### Kwartfinale
De heenwedstrijden werden op 19 september gespeeld, de terugwedstrijden op 26 september.
| Team 1                | Tot.    | Team 2                 | 1e wedstr. | 2e wedstr.   |
| --------------------- | ------- | ---------------------- | ---------- | ------------ |
| Urawa Red Diamonds    | 4-1     | Jeonbuk Hyundai Motors | 2-1        | 2-0          |
| Sepahan FC            | 0-0     | Kawasaki Frontale      | 0-0        | 0-0 ns (5-4) |
| Seongnam Ilhwa Chunma | 4-1     | Al-Karamah             | 2-1        | 2-0          |
| Al-Wahda FC           | 1-1 (u) | Al-Hilal Riyad         | 0-0        | 1-1          |

### Halve finale
De heenwedstrijden werden op 3 oktober gespeeld, de terugwedstrijden op 24 oktober.
| Team 1                | Tot. | Team 2             | 1e wedstr. | 2e wedstr.   |
| --------------------- | ---- | ------------------ | ---------- | ------------ |
| Seongnam Ilhwa Chunma | 2-4  | Urawa Red Diamonds | 2-2        | 2-2 ns (4-5) |
| Sepahan FC            | 3-1  | Al-Wahda FC        | 3-1        | 0-0          |

### Finale
De heenwedstrijd werd op 7 november gespeeld, de terugwedstrijd op 14 november.
| Team 1     | Tot. | Team 2             | 1e wedstr. | 2e wedstr. |
| ---------- | ---- | ------------------ | ---------- | ---------- |
| Sepahan FC | 1-3  | Urawa Red Diamonds | 1-1        | 0-2        |